# Katrin Stefaner
Katrin Stefaner (* 20. Januar 1987 in Villach) ist eine ehemalige österreichische Skispringerin.

## Werdegang
Stefaner, die für den SV Achomitz startete, gab ihr internationales Debüt im Januar 2003 bei FIS-Springen in Planica. Mit den Plätzen neun und elf zeigte sie mit ihren 16 Jahren bei ihrem ersten internationalen Auftritt eine gute Leistung. Auch bei den Springen in ihrer Heimat Villach erreichte sie zwei Top-10-Platzierungen. Bei dem kurze Zeit später stattfindenden Junioren-Springen in Planica erreichte sie mit Rang drei ihr erstes Podium. Im März 2003 sprang sie auf gleicher Schanze noch einmal auf die Plätze 11 und 13. Beim European Youth Olympic Festival 2003 in Bled gewann Stefaner im Einzel hinter Anette Sagen und Ulrike Gräßler die Bronzemedaille.
Zu Beginn der Wintersaison 2003/04 überzeugte Stefaner mit zwei vierten Plätzen in Predazzo. Im Januar 2005 gab sie ihr Debüt im Skisprung-Continental-Cup und erreichte mit dem 26. Platz in Planica bereits in ihrem ersten Springen die Punkteränge. Auch in Toblach gelang ihr ein Punktegewinn, bevor sie in Saalfelden am Steinernen Meer die Punkteränge nur knapp verpasste. Die Saison 2004/05 beendete sie auf Rang 45 der Gesamtwertung.
Im Sommer 2008 trat sie noch einmal in Bischofshofen, Klingenthal, Pöhla und Meinerzhagen an, gewann auch bei allen Springen Punkte, zog sich jedoch hinterher aus dem internationalen Wettbewerb zurück.

## Erfolge

### Continental-Cup-Platzierungen
| Saison  | Platz | Punkte |
| ------- | ----- | ------ |
| 2004/05 | 45.   | 12     |
| 2005/06 | 47.   | 16     |